# Lowendal-Archipel
Der Lowendal-Archipel besteht aus 34 Inseln. Er liegt etwa 50 km vor der Küste von Western Australia in Australien, etwa 120 km von Onslow in der Pilbara-Region entfernt, etwa 7,5 km nordöstlich von Barrow Island und 10 km südlich der Montebello-Inseln.

## Geographie
Der Archipel gehört zur Ashburton Shire (darin zum Ashburton Ward) in der Region Pilbara und bildet die nördlichste Landmasse der Ashburton Shire.
Die größte Insel des Lowendal-Archipels ist Varanus (83 ha), die 2,5 km lang und 600 m breit ist. Weitere Inseln sind Abutilon (27 ha), Bridled (27 ha), Parakeelya (Parkinsonia) (10 ha) und Beacon (1,5 ha). Diese fünf größten Inseln des Archipels nehmen rund 93 Prozent dessen Gesamtfläche von 160 Hektar ein.
| Insel                           | Fläche ha | Koordinaten                   |
| ------------------------------- | --------- | ----------------------------- |
| Varanus Island                  | 83        | 20° 39′ 4″ S, 115° 34′ 26″ O  |
| Abutilon Island                 | 27        | 20° 40′ 1″ S, 115° 34′ 50″ O  |
| Bridled Island                  | 27        | 20° 38′ 19″ S, 115° 33′ 28″ O |
| Parakeelya Island (Parkinsonia) | 10        | 20° 37′ 52″ S, 115° 31′ 17″ O |
| Beacon Island                   | 1,5       | 20° 38′ 3″ S, 115° 34′ 18″ O  |

## Umwelt
Die Inseln der Gruppe bestehen aus Kalkstein und besitzen nur geringe Vegetation, da sie stark verkarstet sind.
Im Wasser des Archipels wachsen Korallenriffe, Seegras und Algen. Die Inseln sind Naturschutzgebiete, in denen zahlreiche Vogelkolonien nisten.

## Wirtschaftliche Nutzung

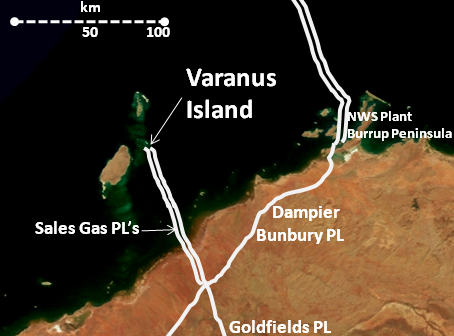
Lagekarte der Öl- und Gaspipelines des Archipels, links daneben Barrow Island

Auf Varanus Island befindet sich eine großindustrielle Anlage zur Gasverflüssigung, die im Jahre 2008 explodierte und dabei zerstört wurde. Dies führte dazu, dass die Gasversorgung Australiens monatelang auf ein Drittel reduziert wurde.
Innerhalb der Inselgruppe befindet sich das Simpson-Ölfeld, das die Apache Northwest Pty Ltd. ausbeutet. Auf Varanus Island liegen Öltanks und Pipelines führen zum Festland Australiens. Auf Varanus Island können auch Schiffe offshore beladen werden. In den Gewässern des Archipels befinden sich mehrere Bohrplattformen und Ölförderplattformen wie Harriet Alpha, die einige Kilometer von den Inseln entfernt im Meer liegen.